# Argyreia linggaensis
Argyreia linggaensis är en vindeväxtart som beskrevs av Van Ooststr. Argyreia linggaensis ingår i släktet Argyreia och familjen vindeväxter. Inga underarter finns listade i Catalogue of Life.